# Art Cross
Art Cross (n. 24 ianuarie 1918, Jersey City, New Jersey - d. 15 aprilie 2005, LaPorte, Indiana) a fost un pilot de curse auto american care a evoluat în Campionatul Mondial de Formula 1 între anii 1952 și 1955.